# Flughafen Homel

i7
i11
i13
Der Flughafen Homel (IATA-Code: GME, ICAO-Code: UMGG) befindet sich drei Kilometer nordöstlich von Homel, der zweitgrößten Stadt in Belarus. Er wurde 1968 eröffnet.

## Geschichte
Der Flughafen Homel war die Heimatbasis der Fluggesellschaft Gomelavia, die jedoch am 22. Februar 2011 den Betrieb wegen Bankrott einstellte. Gomelavia bot Flüge nach Minsk, Moskau, Hrodna und Kaliningrad an. Seit dem 25. Juli 2011 bietet die nationale Fluggesellschaft von Belarus Belavia während der Sommersaison Flüge von Homel nach Kaliningrad an.
Neben belarussischen Fluggesellschaften hatte die nationale Fluggesellschaft Lettlands, Air Baltic, Flüge von Homel nach Riga im Jahr 2006 durchgeführt, jedoch wurden diese seitdem nicht mehr durchgeführt.
Der Flughafen wird heute hauptsächlich genutzt für Charterflüge nach Italien, Belgien, Spanien und andere westeuropäische Länder. Diese werden meist organisiert von westeuropäischen Organisationen, die Kinder zur Erholungszwecken in Gastfamilien bringen.
Im Sommer 2014 wurden, aufgrund der Wahrnehmung der lokalen Bevölkerung von der Instabilität und dem fortlaufenden Krieg in der Ukraine, von Belavia neue Flüge nach Thessaloniki und Burgas durchgeführt. Die Flüge nach Kaliningrad beinhalten seit Sommer 2014 einen Zwischenstopp am Nationalen Flughafen Minsk.
Im November 2018 sollte die zweite Start- und Landebahn eröffnet werden.

## Fluggesellschaften und Flugziele
Die Fluggesellschaft Belavia fliegt seasonal nach Minsk und Kaliningrad sowie nach Scharm asch-Schaich, außerdem werden saisonale Charterflüge von und nach Burgas, Hurghada, Nischnewartowsk, Nojabrsk, Thessaloniki, Tivat und Zakynthos. Seit 2018 werden auch saisonale Flüge zwischen Gomel und Moskau angeboten.

## Öffentlicher Nahverkehr
Einmal am Tag verkehrt ein Bus zwischen dem Flughafen und der zentralen Busstation in beide Richtungen. Entlang der Strecke hält der Bus in der Nähe des St. Trinity Tempels, der Universität und dem Vosstaniya-Platz.